# Mitromorpha proles
Mitromorpha proles é uma espécie de gastrópode do gênero Mitromorpha, pertencente a família Mitromorphidae.